# Rossillon
Pour les articles homonymes, voir Rossillon (homonymie).
Rossillon est une commune française, située dans le département de l'Ain en région Auvergne-Rhône-Alpes.

## Géographie
Commune située dans la Cluse des Hôpitaux, sur les bords du Furans.

### Climat
Pour des articles plus généraux, voir Climat d'Auvergne-Rhône-Alpes et Climat de l'Ain.
En 2010, le climat de la commune est de type climat des marges montargnardes, selon une étude du CNRS s'appuyant sur une série de données couvrant la période 1971-2000. En 2020, Météo-France publie une typologie des climats de la France métropolitaine dans laquelle la commune est exposée à un climat de montagne ou de marges de montagne et est dans la région climatique Alpes du nord, caractérisée par une pluviométrie annuelle de 1 200 à 1 500 mm, irrégulièrement répartie en été.
Pour la période 1971-2000, la température annuelle moyenne est de 11 °C, avec une amplitude thermique annuelle de 18,2 °C. Le cumul annuel moyen de précipitations est de 1 588 mm, avec 11,4 jours de précipitations en janvier et 8,4 jours en juillet. Pour la période 1991-2020, la température moyenne annuelle observée sur la station météorologique de Météo-France la plus proche, « Sutrieu », sur la commune de Valromey-sur-Séran à 8 km à vol d'oiseau, est de 9,3 °C et le cumul annuel moyen de précipitations est de 1 413,2 mm,. Pour l'avenir, les paramètres climatiques de la commune estimés pour 2050 selon différents scénarios d'émission de gaz à effet de serre sont consultables sur un site dédié publié par Météo-France en novembre 2022.

## Urbanisme

### Typologie
Au 1er janvier 2024, Rossillon est catégorisée commune rurale à habitat dispersé, selon la nouvelle grille communale de densité à 7 niveaux définie par l'Insee en 2022.
Elle est située hors unité urbaine. Par ailleurs la commune fait partie de l'aire d'attraction de Belley, dont elle est une commune de la couronne,. Cette aire, qui regroupe 31 communes, est catégorisée dans les aires de moins de 50 000 habitants,.

### Occupation des sols
L'occupation des sols de la commune, telle qu'elle ressort de la base de données européenne d’occupation biophysique des sols Corine Land Cover (CLC), est marquée par l'importance des forêts et milieux semi-naturels (78,6 % en 2018), une proportion sensiblement équivalente à celle de 1990 (77,8 %). La répartition détaillée en 2018 est la suivante : 
forêts (76,1 %), prairies (21,1 %), espaces ouverts, sans ou avec peu de végétation (2,6 %), zones urbanisées (0,2 %).
L'évolution de l’occupation des sols de la commune et de ses infrastructures peut être observée sur les différentes représentations cartographiques du territoire : la carte de Cassini (XVIIIe siècle), la carte d'état-major (1820-1866) et les cartes ou photos aériennes de l'IGN pour la période actuelle (1950 à aujourd'hui).

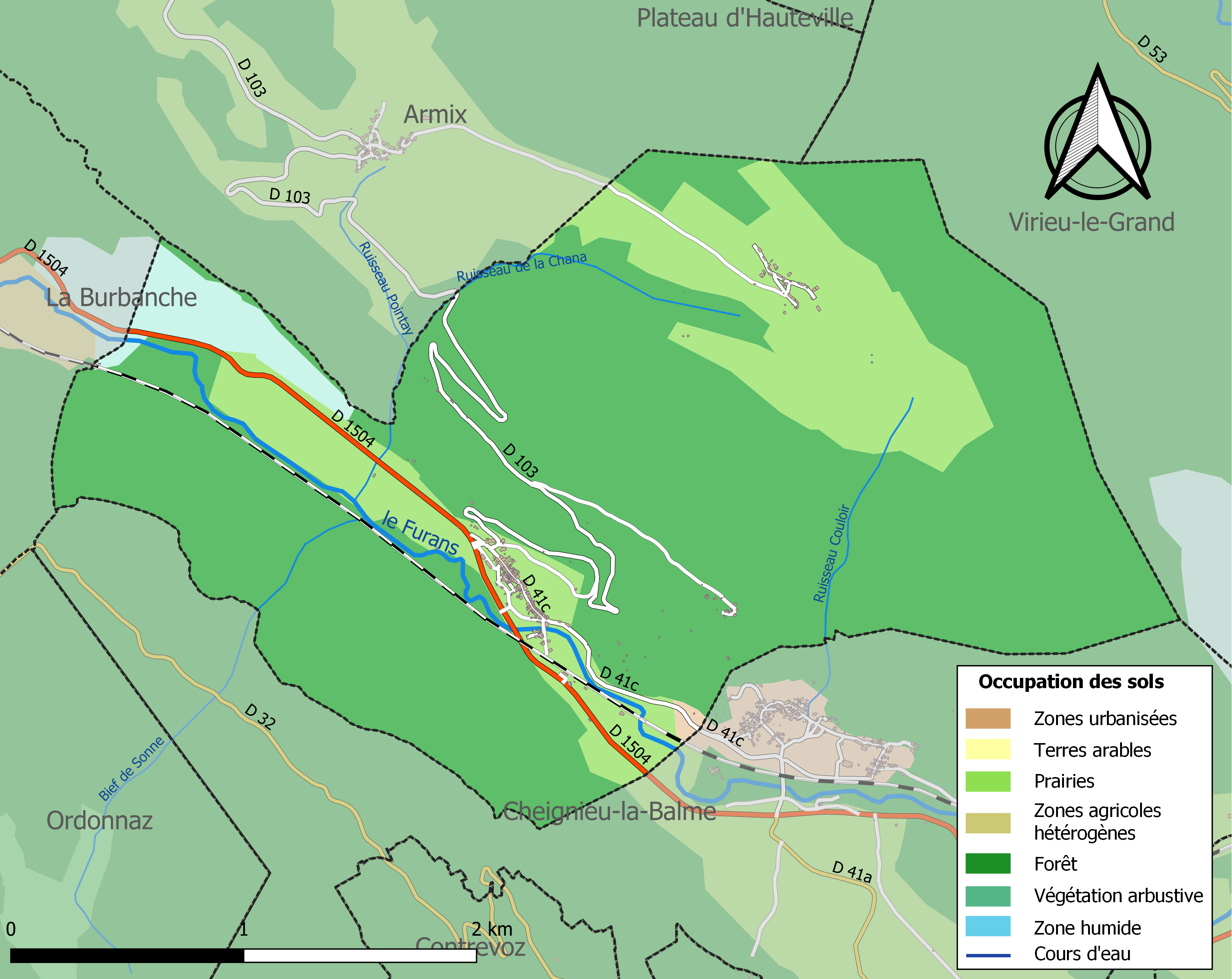
Carte des infrastructures et de l'occupation des sols de la commune en 2018 (CLC).

## Histoire

### Période médiévale
Rossillon, souvent écrit Roussillon dans les textes anciens, contrôlant le passage dans la Cluse des Hôpitaux, entre Virieu-le-Grand et Saint-Rambert, entre la Bresse et la Savoie. Le bourg de Rossillon a ainsi joué un rôle stratégique majeur dans l’histoire des États de Savoie jusqu'en 1326. Le centre du pouvoir de cette châtellenie se trouvait à 100 m au-dessus du manoir de la Forest actuel, sur un imposant rocher où était le château de Rossillon, disparu et remplacé, désormais, par une statue de la Vierge.
Au XIe siècle, elle appartient au comte de Belley, puis passe ensuite à la maison de Savoie. Lorsque le comte Thomas Ier de Savoie, meurt en 1233, son fils et successeur Amédée IV effectue le partage de l'héritage. Son frère Boniface reçoit ainsi en apanage, vers 1252, les terres de Rossillon et de Virieu-le-Grand en Bugey, ainsi que d'autres fiefs en Savoie Propre. Il est le premier à porter le titre de seigneur de Rossillon et il fait construire vers 1260 le château. À sa mort, en 1270, la seigneurie revient au domaine comtal et elle devient une châtellenie. Rossillon est, par la suite, donnée par Charles, duc de Savoie, à Claudine de Brosse, pour son douaire veuve de Philippe II de Savoie, mort au château de Rossillon, en août 1285.
Rossillon peut être considérée, à cette période, comme la capitale du Bugey,. Pour les Humbertiens, elle est une tête de pont pour le contrôle de la région. Le bourg revêt d'ailleurs une telle importance qu'il obtient avant 1306 une charte des franchises de la part du comte de Savoie. En revenant dans le domaine comtal dans la seconde moitié du XIIIe siècle, ce rôle majeur se maintient avec le siège non seulement d'une châtellenie, mais aussi du bailliage du Bugey, jusqu'en 1326. Rossillon perd cependant ce rôle à cette date, au profit de Saint-Germain d'Ambérieu, (acquisition faite en 1320).
Malgré la modestie actuelle du village, on sait qu’il devait être entouré de fortifications et qu'un château de Rossillon le protégeait. Seuls des vestiges sont encore visibles.
Humbert IV de Chevron Villette est ainsi bailli du Bugey et de Novalaise, ainsi que châtelain de Rossillon en 1306 et 1309. Les comptes de châtellenie, minutieusement tenus par les châtelains, nous éclairent sur l’importance économique, administrative et juridique du bailliage de Rossillon à cette époque. La châtellenie de Rossillon, par son étendue, sa situation stratégique aux marches de la Savoie, et ses nombreuses paroisses, était alors la plus importante du Bugey.
À la suite d’un incendie en 1353, lors du conflit delphino-savoyard, qui détruisit presque entièrement Rossillon, le siège des baillis du Bugey est transporté à Belley, où il resta.

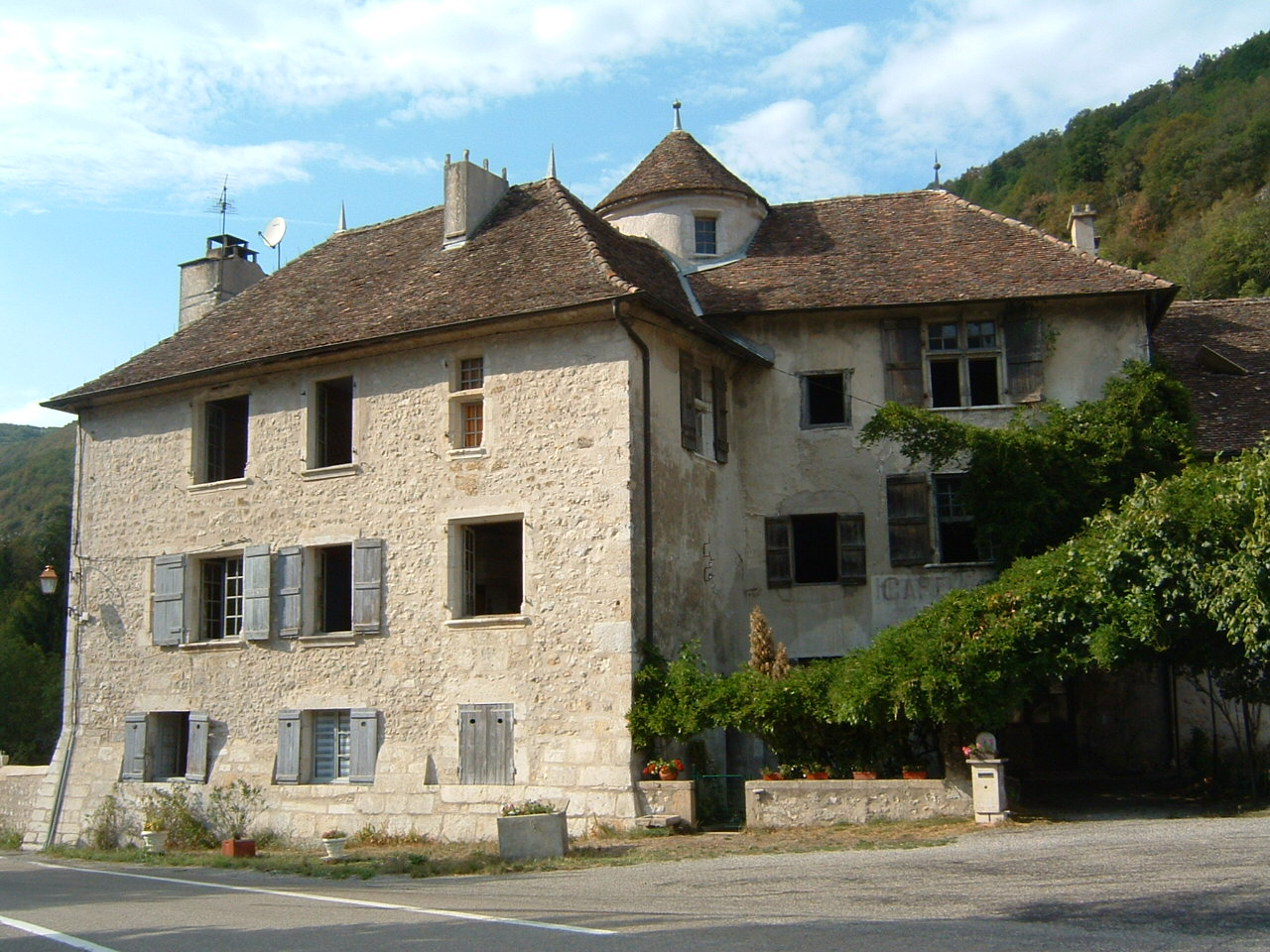
La maison forte de La Forest.

Au XVe siècle, la seigneurie de Rossillon passe à la famille de La Forest, à l'origine d'une maison forte. Guillaume de La Forest, page du Comte vert, écuyer du Comte Rouge, chambellan et ambassadeur du duc Amédée VII, châtelain de Rossillon, fit reconstruire le chœur de l’église où il fut inhumé en 1440, et bâtir une chapelle latérale, où ses armes apparaissent sur la clef de voûte. Lui succède son fils, Jean Ier de La Forest, inhumé en 1466 au tombeau de son père. C’est lui qui fit ériger la maison forte en 1398, siège du bailliage de Rossillon, à l’entrée du bourg fortifié. Antoine de La Forest (1445-1499), seigneur de La Barre, gouverneur de Nice, illustre pour avoir sauvé le jeune duc Philibert des mains du « Téméraire », et son frère Hugues, tous deux fils du précédent, se partageront la châtellenie jusqu’en 1509, date de la mort de Hugues.
Quant François Ier s’empare du Bugey en 1536, c’est encore un La Forest, Philibert, seigneur de La Bâtie d’Albanais, petit-fils de Hugues, qui prête « foi et hommage » au roi de France pour sa châtellenie de Rossillon.
Puis le duc Emmanuel-Philibert échangea par contrat du 6 juillet 1580 le château, le bourg, la seigneurie et mandement à Isabelle de Chalant héritière de René de Challant pour laquelle il avait obtenu le 14 août 1556 d'Emmanuel Philibert la validation de sa désignation comme unique héritière au détriment de son aînée et des branches cadettes de la Maison de Challant. Elle était l'épouse de Jean-Frédéric Madruzzo, comte d'Arve et d'Arberg, marquis de Suriana.
Quelques années après le marquis de Suriana revendit à Jean de Malarmey, noble bourguignon, qui prit le titre de comte de Rossillon. Il était aussi  seigneur de Louroy, Longeville, Avanne, Pelousey,Vitreux et Jallerange, co-gouverneur de la ville de Besançon. Il était colonel d'un régiment au service de l'archiduc d'Autriche. Son fils, Jean-Baptiste fut colonel au service de la Savoie.
Pendant la guerre de Dix Ans les biens des comtois sont confisqués et Rossillon appartient à Hélène Ferdinande de Maillard qui l'a hérité de son fils Claude de Villiers maréchal de camp tué en août 1644 à la bataille de Fribourg à titre de dédommagement.
Les comtois ayant été rétablis dans leurs droits, le 10 octobre 1649, Jean-Baptiste de Malarmey vend la seigneurie à Guy de Migieu, seigneur d'Andert, conseiller du roi et plus ancien président en la chambre des requêtes du parlement de Dijon.
La famille de Malarmey portera le titre de comte de Roussillon jusqu'à son extinction avec Joseph de Malarmey (1727-1797), comte de Roussillon, baron d'Étrabonne et seigneur de Savoyeux, membre de l'Académie des sciences, belles-lettres et arts de Besançon et de Franche-Comté.

### Période contemporaine
En août 1815, un certain Jean-Baptiste Ravier, né à Verjon en 1781, se fit passer pour Napoléon Bonaparte auprès de l’aubergiste de Rossillon et de la population dont le maire. Il sera plus tard arrêté à Fontainebleau.
Le 7 mai 1857, la Compagnie du chemin de fer de Lyon à Genève inaugure la gare de Rossillon. Cette gare, reprise par la suite par le PLM et la SNCF, est désormais fermée ; le bâtiment-voyageurs, datant des années 1850, a été revendu.

## Politique et administration

### Découpage territorial
La commune de Rossillon est membre de la communauté de communes Bugey Sud, un établissement public de coopération intercommunale (EPCI) à fiscalité propre créé le 1er janvier 2014 dont le siège est à Belley. Ce dernier est par ailleurs membre d'autres groupements intercommunaux.
Sur le plan administratif, elle est rattachée à l'arrondissement de Belley, au département de l'Ain et à la région Auvergne-Rhône-Alpes. Sur le plan électoral, elle dépend du  canton de Belley pour l'élection des conseillers départementaux, depuis le redécoupage cantonal de 2014 entré en vigueur en 2015, et de la cinquième circonscription de l'Ain  pour les élections législatives, depuis le dernier découpage électoral de 2010.

### Administration municipale
| Période                                  | Période                  | Identité        | Étiquette | Qualité         |
| ---------------------------------------- | ------------------------ | --------------- | --------- | --------------- |
| Les données manquantes sont à compléter. |                          |                 |           |                 |
| 1884                                     | 1898                     | Henri Bidauld   |           | Artiste-peintre |
| mars 1977                                | mars 1983                | Jacques Bodin   |           |                 |
| mars 1983                                | mars 2001                | Marcel Bouvier  |           |                 |
| mars 2001                                | En cours (au avril 2014) | Georges Bouvier |           |                 |

## Démographie
Ses habitants sont appelés les Rossillonnais.
L'évolution du nombre d'habitants est connue à travers les recensements de la population effectués dans la commune depuis 1793. Pour les communes de moins de 10 000 habitants, une enquête de recensement portant sur toute la population est réalisée tous les cinq ans, les populations de référence des années intermédiaires étant quant à elles estimées par interpolation ou extrapolation. Pour la commune, le premier recensement exhaustif entrant dans le cadre du nouveau dispositif a été réalisé en 2006.
En 2022, la commune comptait 164 habitants, en évolution de +7,19 % par rapport à 2016 (Ain : +5,15 %, France hors Mayotte : +2,11 %).
| 1793 | 1800 | 1806 | 1821 | 1831 | 1836 | 1841 | 1846 | 1851 |
| ---- | ---- | ---- | ---- | ---- | ---- | ---- | ---- | ---- |
| 430  | 489  | 424  | 481  | 561  | 535  | 517  | 529  | 531  |

| 1856 | 1861 | 1866 | 1872 | 1876 | 1881 | 1886 | 1891 | 1896 |
| ---- | ---- | ---- | ---- | ---- | ---- | ---- | ---- | ---- |
| 554  | 556  | 557  | 536  | 513  | 506  | 515  | 484  | 450  |

| 1901 | 1906 | 1911 | 1921 | 1926 | 1931 | 1936 | 1946 | 1954 |
| ---- | ---- | ---- | ---- | ---- | ---- | ---- | ---- | ---- |
| 356  | 355  | 321  | 304  | 314  | 306  | 228  | 198  | 198  |

| 1962 | 1968 | 1975 | 1982 | 1990 | 1999 | 2006 | 2011 | 2016 |
| ---- | ---- | ---- | ---- | ---- | ---- | ---- | ---- | ---- |
| 136  | 130  | 99   | 96   | 103  | 147  | 148  | 150  | 153  |

| 2021 | 2022 | - | - | - | - | - | - | - |
| ---- | ---- | - | - | - | - | - | - | - |
| 160  | 164  | - | - | - | - | - | - | - |

## Culture locale et patrimoine

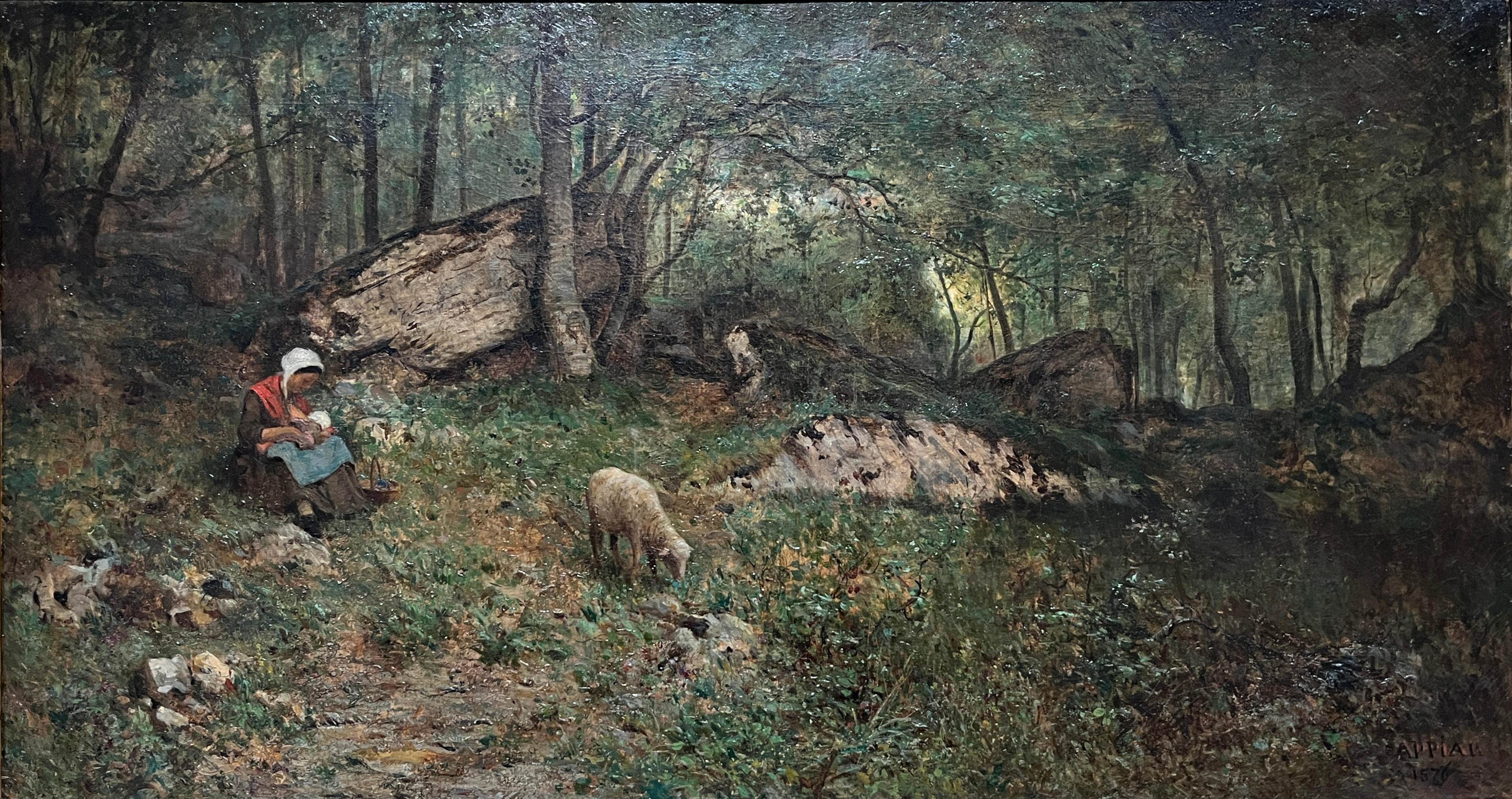
Le Haut du bois des roches (Rossillon) (1870), huile sur toile d'Adolphe Appian.

### Lieux et monuments
Le manoir de La Forest fait l’objet d’une inscription au titre des monuments historiques par arrêté du 5 septembre 2005.
L'église Saint-Pierre fait l’objet d’une inscription au titre des monuments historiques depuis le 22 novembre 1939.
Dans le hameau d'Égieu se trouve une chapelle dédiée à sainte Catherine et saint Nicolas.
Le territoire de la commune contient également la grotte des Hoteaux (site préhistorique présentant des sépultures de 15000 av. J.-C.), la chapelle gothique d'Egieu.
Sur un rocher en éperon barré et dominant le bourg, subsistent les vestiges d'une tour, avec une statue de la Vierge. Il s'agit des restes du château comtal fondé selon la tradition au XIe siècle. Depuis le XIIIe siècle il est l'une des demeures des comte de Savoie qui vers 1580 l'échangent avec la comtesse d'Arberg qui le restaure. En 1601, il est démantelé par les troupes du roi de France Henri IV.

### Rossillon et la peinture
De nombreux peintres comme Adolphe Appian, Louis Français, Horace Antoine Fonville, Louis Aimé Japy ont séjourné et peint à Rossillon qui est devenu à partir du milieu du XIXe siècle un « petit Barbizon » dans le Bugey. Une communauté littéraire s'était également constituée autour de Joséphin Soulary.

### Personnalités liées à la commune
- Famille de Rossillon.
- Famille de La Forest Divonne

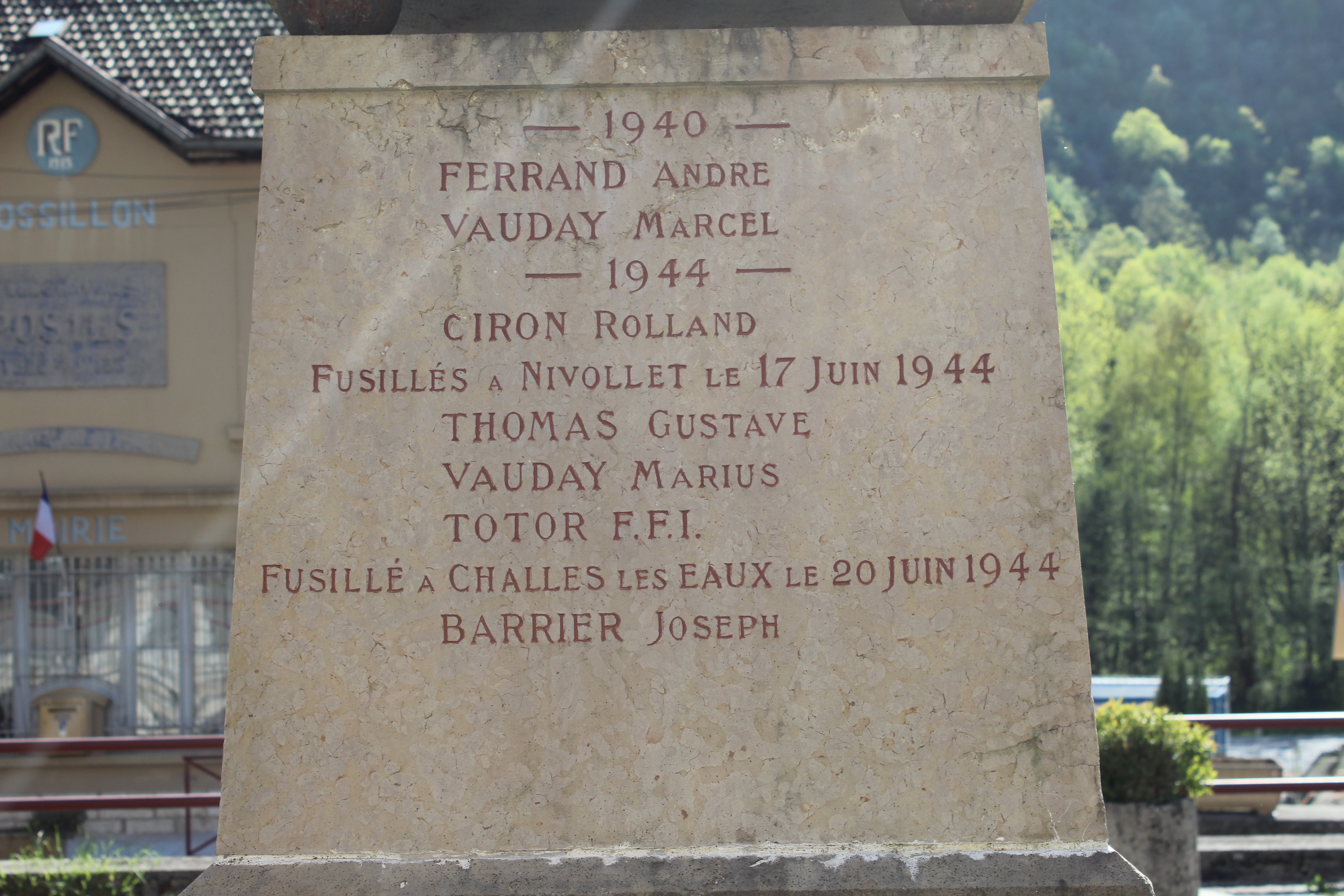
Vue de la face du monument aux morts faisant apparaître le surnom « Totor ».

- Philippe Ier de Savoie (1207-1285), comte de Savoie, mort au château de Rossillon.
- Joséphin Soulary (1815-1891), poète, a séjourné régulièrement à Rossillon.
- Louis Français (1814-1897), peintre, graveur et illustrateur, séjournait à Rossillon et en a laissé de très belles vues (dont La vallée de Rossillon, salon de Paris 1879).
- Adolphe Appian (1818-1898), peintre et graveur, a séjourné régulièrement à Rossillon.
- Henri Bidauld (1839-1898), peintre et illustrateur, mort à Rossillon. Il fut maire de la commune de 1884 à sa mort en 1898.
- Totor, résistant inconnu exécuté sommairement le 17 juin 1944 à Nivollet, hameau de Rossillon. Son surnom gravé sur le monument aux morts de la commune est tout ce que l'on sait de son identité[36].